# Bad Reputation
Bad Reputation är det åttonde studioalbumet av den irländska rockgruppen Thin Lizzy, utgiven 2 september 1977 av Mercury Records. Gitarristen Brian Robertson kunde på grund av en handskada inte medverka helt på albumet. Dancing in the Moonlight (It's Caught Me in It's Spotlight) släpptes som singel.

## Låtlista
| Nr           | Titel                                                       | Kompositör                         | Längd |
| ------------ | ----------------------------------------------------------- | ---------------------------------- | ----- |
| 1.           | Soldier of Fortune                                          | Phil Lynott                        | 5:18  |
| 2.           | Bad Reputation                                              | Brian Downey, Scott Gorham, Lynott | 3:09  |
| 3.           | Opium Trail                                                 | Gorham, Downey, Lynott             | 3:58  |
| 4.           | Southbound                                                  | Lynott                             | 4:27  |
| 5.           | Dancing in the Moonlight (It's Caught Me in It's Spotlight) | Lynott                             | 3:26  |
| 6.           | Killer Without a Cause                                      | Gorham, Lynott                     | 3:33  |
| 7.           | Downtown Sundown                                            | Lynott                             | 4:08  |
| 8.           | That Woman's Gonna Break Your Heart                         | Lynott                             | 3:25  |
| 9.           | Dear Lord                                                   | Gorham, Lynott                     | 4:26  |
| Total längd: | Total längd:                                                | Total längd:                       | 35:50 |

## Medverkande
| Thin Lizzy - Phil Lynott – bas, sång, akustisk gitarr, munspel - Brian Downey – trummor, slagverk - Scott Gorham – gitarr - Brian Robertson – gitarr, kör, keyboard Övriga musiker - Mary Hopkin – kör - John Helliwell – saxofon, klarinett | Produktion - Tony Visconti – producent, ljudtekniker - Jon Bojic – ljudtekniker - Ken Morris – ljudtekniker - Ed Stone – ljudtekniker Omslag - Chris O'Donnell - Sutton Cooper |

## Listplaceringar och certifikat
| Land           | Organisation | Topplacering | Sålda ex. | Certifikat | Ref         |
| -------------- | ------------ | ------------ | --------- | ---------- | ----------- |
| Norge          | IFPI         | 13           |           |            | [ 1 ]       |
| Storbritannien | BPI          | 4            | 100 000+  | Guld       | [ 2 ] [ 3 ] |
| Sverige        | IFPI         | 9            |           |            | [ 1 ]       |
| USA            | RIAA         | 39           |           |            | [ 4 ]       |